# 丰庄镇 (寿县)
丰庄镇，是中华人民共和国安徽省六安市寿县下辖的一个乡镇级行政单位。

## 行政区划
丰庄镇下辖以下地区：
薛湖街道社区、花圩村、湖沿村、合庙村、五里村、曹洼村、柴岗村和王店村。